# 피타고라스
피타고라스(고대 그리스어: Πυθαγόρας, 영어: Pythagoras, 기원전 570년 ~ 기원전 495년)는 이오니아의 그리스 철학자이자, 피타고라스 학파라 불린 컬트 종교 단체의 교주이다. 피타고라스에 관해 알려진 정보가 대부분 그가 죽고 몇 세기 후에 쓰여진 것이라서, 신뢰할 수 있는 자료가 매우 드물다. 피타고라스는 사모스 섬에서 태어났으며, 아마도 어린 시절 이집트를 비롯하여 여러 지방을 널리 여행하면서 학식을 닦았을 것으로 생각된다. 기원전 530년 경, 피타고라스는 남부 이탈리아의 크로토네로 이동하여 종교적인 학파를 세웠다. 피타고라스의 제자들은 피타고라스가 개발한 종교적 의식과 훈련을 수행하고 그의 철학 이론을 공부했다. 학파는 크로톤의 정치에도 적극 간섭했는데, 이가 결국 그 자신들의 몰락을 불러왔다. 피타고라스 학파가 회합하던 건물은 방화로 소실되었고 피타고라스는 도시를 떠날 수 밖에 없었다. 그는 말년을 메타폰툼에서 보냈다고 한다.
기원전 6세기 말 피타고라스는 철학에 큰 영향을 끼쳤고 종교 교리를 가르쳤다. 그는 위대한 수학자나 신비주의자, 과학자로서 흔히 추앙받으며, 특히 그의 이름을 딴 유명한 정리인 피타고라스의 정리로 가장 널리 알려져 있다. 그러나 다른 소크라테스 이전 철학자로뿐 아니라 그에 관한 전설과 혼란으로 그의 실제 공적이 흐려져서, 누가 그의 가르침에 관해 자신있게 답을 주기가 힘들고, 일부는 그가 수학과 자연철학에 기여를 남겼다는 사실에까지 의문을 품기도 한다. 피타고라스에게 돌려진 많은 공적은 어쩌면 사실 그 동료나 제자의 공적이었을 것이다. 또 그의 제자들이 모든 것은 수이며 수야말로 궁극적인 본질이라고 믿었는지도 알려져 있지 않다. 피타고라스는 최초로 스스로를 철학자, 지혜를 사랑하는 자라고 부른 사람이라고 한다.피타고라스는 정수연구에 빠져서 모든 사물을 자신이 연구하는 정수의 규칙에 결부시키려 하였다.

## 전기 자료
피타고라스의 생애에 관해 알 수 있는 정확한 사실이 매우 드물고, 그에 관한 대부분의 정보가 상당히 최근의 것이며 신뢰하기 어렵기 때문에, 그의 삶에서 알 수 있는 것은 어렴풋한 윤곽 정도가 전부이다. 당대의 작가들이 남긴 자료가 부족했고 또 피타고라스 학파(피타고리안)를 둘러싸던 비밀스러움 때문에 허구적인 이야기가 사실의 자리를 대체하는 일도 잦았다. 이러한 허구적인 구전들은 피타고라스에 관한 상세한 자료들을 남긴 신플라톤주의 작가들을 통해 간절히 전해 내려온 것으로, 신과 관계되거나 신성의 증거로 여겨지는 사실까지도 무비판적으로 받아들여졌다. 이로 인해 많은 신화가 생겨났다. 이를테면 아폴론이 그의 아버지라던가, 피타고라스가 초인적인 총명함으로 번득였으며, 넓적다리는 황금으로 되어 있다던가, 아바리스가 황금 화살을 타고 그에게로 날아왔다던가, 동시에 서로 다른 장소에서 나타났다던가 하는 것.
흔히 크세노파네스와 헤라클레이토스, 헤로도토스, 플라톤, 아리스토텔레스, 이소크라테스가 남긴 언급은 제하고 디오게네스 라에르티오스와 포르피리오스, 이암블리쿠스가 남긴 자료를 통해 그의 생애를 자세히 연구하게 된다. 아리스토텔레스는 피타고라스 학파에 관해 독립적인 저술을 남겼는데, 불행히도 현재 전하지 않는다. 대신에 아리스토텔레스의 제자인 디케아르코스, 아리스토크세노스, 헤라클리데스 폰티코스 등이 같은 주제에서 글을 남겼다. 시기적으로 늦은 이들 작가들은 전설상의 이야기나 자신의 의견을 보태지 않았으며, 이것이 포르피리우스와 이암블리쿠스가 사용한 최상급의 출처가 되었다. 따라서 역사가들은 자신이 생각하기에 가능하다고 보이는 진술만을 고려하려고 했으나, 그렇다해도 만약 그에 관한 모든 있을 법한 이야기들을 진실이라고 가정할 경우 피타고라스가 활동했다는 영역이 극단적으로 방대해진다

## 생애

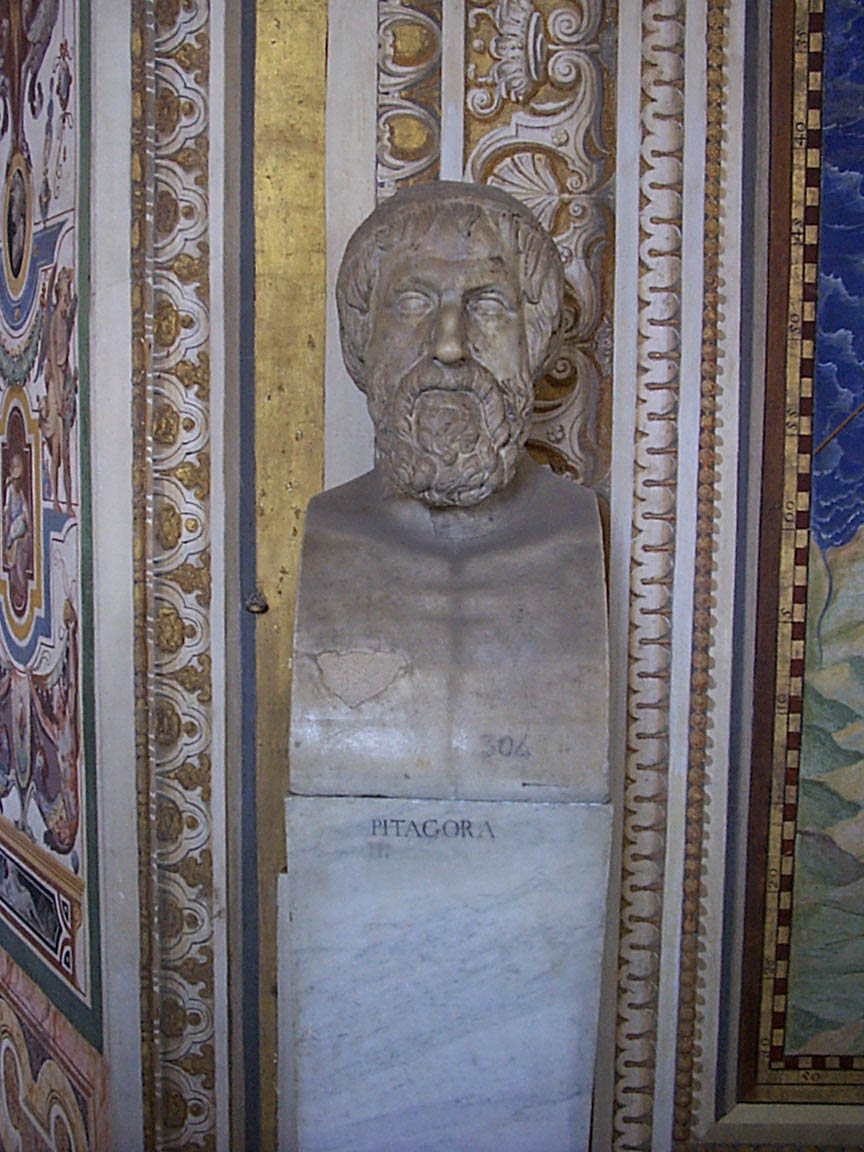
바티칸 미술관의 피타고라스 흉상

피타고라스는 기원전 6세기 중엽에 사모스 섬에서 지중해 및 에게 해 근처의 무역에 종사하는 상인이었던 므네사르코스의 아들로 태어났다. 피타고라스의 부모는 그로 하여금 최고의 교육을 받게 하여 어려서부터 리라 연주와 그림, 운동을 배우도록 하고 긴 여정의 장삿길에 함께 데려가기도 하였다.
밀레토스의 탈레스와 아낙시만드로스 아래에서 공부하였고, 스승 탈레스의 주선을 받아 이집트로 유학을 떠나 23년 동안 나일강 연안의 여러 신전을 다니며 멤피스의 사제들에게서 기하학과 천문학 등을 배우는 한편 그들의 신비사상에 입문한다. 하지만 이 무렵 이집트를 침공해온 페르시아 제국 사람들이 그를 다른 학자들과 함께 바빌로니아로 끌고 간다. 피타고라스는 그곳에서 보낸 약 12년 동안 바빌로니아의 점성술사들과 서기들로부터 방대한 지식을 전수받는다. 그 후 40년 전에 처음 떠나왔던 사모스 섬으로 되돌아가는데, 이때 그의 나이는 대략 60세 정도 되었을 것으로 추측된다.
피타고라스가 귀환할 당시의 사모스 섬은 참주 폴리크라테스의 독재 아래에 놓여있었다. 이로 인해 기원전 532년 피타고라스는 고향을 떠나 이탈리아 남부에 위치한 크로토네라는 도시에 정착하게 된다. 아마 피타고라스는 이집트와 바빌로니아에서 공부하며 얻은 지식을 다른 이들에게 전달하려는 강박관념이 매우 강했을 것이며, 사모스 섬에서 크로토네로 이주하게 된 것도 그러한 배경이였을 것이다.
마침내 그는 크로토네에서 피타고라스 학파(또는 피타고라스 학교)를 설립하였고 많은 젊은이들을 철학자 또는 정치가로 키웠다. 단체의 회원이 점차 늘어나고 배출된 젊은이들이 크로토네를 비롯한 인민 도시의 정치에 참여하여 중요 직책을 차지함으로써 피타고라스 학파는 6세 말엽에 하나의 정치세력으로 등장하게 된다. 이와 더불어 피타고라스의 사상을 전파시키려는 회원들의 지나친 노력과 피타고라스의 보수적 정치 경향은 크로토네 시민들로부터 반감을 불러 일으켰다.
이같은 상황에서 시바리스의 군대가 크로토네를 공격해 오자, 피타고라스 학파 출신의 한 장군이 상황을 역전시켜 오히려 시바리스를 점령하게 된다. 그러나 피타고라스 학교의 입학시험에서 낙방하여 앙심을 품은 한 학생이 거짓 소문을 퍼트리는데, 바로 승전 후의 혼란한 상황을 틈타서 피타고라스의 추종자들이 노획품을 독점하고 있다는 내용이었다. 이에 분개한 크로토네 시민들은 학교를 습격하여 불을 지르고, 피타고라스를 보호하려 한 그의 제자 서른여덟 명을 살해한다. 피타고라스는 크로토네에서 약간 북쪽으로 떨어진 메타폰툼으로 피신했으나 그곳에서 살해되었다.
피타고라스가 사망한 후 그의 제자들은 피타고라스의 사상을 계속 발전시키고 전파하는 데에 노력하여 기원전 5세기 말에는 이미 피타고라스 학파와 사상이 널리 알려진 것으로 보이며 특히 피타고라스 학파는 때때로 하나의 종교 단체로 취급되게 된다. 오늘날 흔히 일컬어지는 피타고라스에 얽힌 숱한 일화와 전설들은 이미 이때부터 지어지게 되었다고 볼 수 있다.

## 철학
피타고라스는 우주론, 수학, 과학, 그리고 미학을 하나의 매듭으로 묶어 이 세계를 단 하나의 법칙에 지배되는 정돈된 전체로 입증하려 하였다.

### 수학 혹은 수론
피타고라스는 만물의 근원이 수라고 주장했다. 피타고라스 학파는 무한 앞에서, 그리고 한계 지을 수 없는 것 앞에서 일종의 신성한 공포를 느꼈다. 그래서 현실의 경계를 정하고 질서를 부여하며, 현실을 이해할 수 있는 규칙을 숫자에서 찾았다. 우주에 대한 미학적-수학적 전망은 이렇게 피타고라스에 의해 탄생되었다.

### 음악 혹은 화음론
피타고라스는 음향 학자이기도 했다. 그는 영혼의 정화가 음악의 목적이라는 설을 주장하고 음의 협화를 현의 길이의 비례로 설명한 것으로도 유명하다. 그러나 자기 자신은 저작을 남기지 않았으며, 이른바 피타고라스 학파의 사람들에 의해서 이러한 이론이 후세에 전해졌다. 또한 순정5도(純正五度)를 반복하여 겹친 음률을 피타고라스의 음계라고 한다. 피타고라스 음계는 3:2 비율에 기반해 있는 음률이다

### 미론(美論)
피타고라스는 "조화는 미덕이다. 건강과 모든 선 그리고 신성 역시 마찬가지이다"고 하였다.

## 피타고라스 학파의 종교적 경향

### 채식 및 금욕주의
피타고라스 종교의 주요 교리는 두 가지로 요약된다. 하나는 영혼의 윤회를 믿는 것이고, 다른 하나는 콩을 먹는 것을 죄악시하는 것이다. 놀랍게도 이 종교는 국가의 관리권을 획득하였고, 성인들의 규칙을 세웠다. 그러나 갱생되지 못한 사람들이 콩을 동경하는 바람에 반역을 저질러서 그렇게 오래가지는 못했다. 피타고라스 종교결사의 규칙은 다음과 같았다.
- 콩을 멀리할 것
- 떨어진 것을 줍지 말 것
- 흰 수탉을 만지지 말 것
- 빵을 뜯지 말 것
- 빗장을 넣지 말 것
- 철로 물을 젓지 말 것
- 빵을 덩어리 째로 뜯어 먹지 말 것
- 화환의 꽃을 뜯지 말 것
- 말 위에 앉지 말 것
- 심장을 먹지 말 것
- 공로를 다니지 말 것
- 제비로 하여금 사람의 지붕을 나누어 쓰지 못하게 할 것
- 냄비를 불에서 꺼냈을 때, 재 속에 냄비 자리를 남겨 두지 말고 그 자리를 저어서 없앨 것
- 불빛 곁에서 거울을 보지 말 것
- 침상에서 일어날 때는 침구를 말고, 주름을 펴 잠자리의 흔적을 남기지 말 것

### 영혼의 윤회사상
피타고라스에 따르면 혼이란 일시적인 현상이 아닌 불멸하는 실체이며, 몸이 소멸할 때마다 혼은 다른 동물의 몸 속으로 들어간다. 이를 혼의 전이설이라 한다.

## 피타고라스 학파의 철학자
피타고라스는 자기의 정통적 후계자를 피타고리오(Pythagoreioi)라고 부르고 그를 따르는 자를 피타고리스타이(Pythagoristai)라고 불렀다. 피타고라스 학교에서 공부를 마친 학생들에게는 공공 활동 참여가 권장되었다. 이 학교의 졸업생 중 유명한 자들은 다음과 같다.
- 코스의 히포크라테스
- 헤라클레이데스
- 필롤라오스
- 아르키타스
- 민수그라시오스

## 같이 보기
- 탈레스
- 피타고라스의 정리
- 피타고라스 학파
- 히파소스
- 무리수